# Camargue
Camargue (okcitansko/provansalsko Camarga, poslovenjeno Kamarga) je ozemlje v jugovzhodni francoski pokrajini Provansi, obdano z dvema rokavoma delte Rone, vzhodno Veliko in zahodno Malo Rono, ter Sredozemskim morjem. Upravno leži znotraj departmaja Bouches-du-Rhône. Razprostira se tudi v močvirnato nižavje zahodno od Male Rone, Petit Camnargue, v departmaju Gard. Po njem je imenovana vojaška operacija med prvo indokitajsko vojno. Camargue je od 1. decembra 1986 na seznamu mokrišč v okviru Ramsarske konvencije.

## Geografija
Ozemlje s površino 930 km² je največja rečna delta v zahodni Evropi. Zavzema obširno nižavje velikih slanih lagun - étangs, od morja odrezanih s peščenimi plitvinami in obdanimi z močvirskim trstjem.
Približno tretjina površine Camargueja ustvarjajo jezera ali močvirja. Osrednji prostor okoli obale Étang de Vaccarès je od leta 1927 zaščiten kot regijski park, od 2008 priključen Naravnemu regijskemu parku Camargue vzdolž obale Sredozemskega morja, ustanovljenemu leta 1970 na površini 820 km². Slednji je bil pod UNESCOm prepoznan kot biosferni rezervat in svetovna dediščina ter predstavlja eno najbolj divjih in zaščitenih ozemelj v celotni Evropi.
Meje Camargueja se stalno spreminjajo ob nalaganju ogromnih količin rečnega blata, ki ga prinaša s seboj reka Rona. Nekatere lagune so tako dejansko ostanki starih rečnih rokavov. Obalno območje se tako širi navzven proti jugu. Nekdaj morsko pristanišče Aigues Mortes se danes nahaja približno 5 km v notranjosti. Hitrost spreminjanja se je v zadnjih letih upočasnila z umetnimi pregradami na reki Roni in morskimi nasipi.

## Flora in favna
Camargue daje zavetje več kot 400 vrstam ptic, med drugim je eno redkih evropskih bivališč velikega plamenca. Močvirja so tudi domovanje številnim vrstam mrčesa. Po njem je poimenovano govedo in vrsta konja. 
Na pretežno slanih tleh Camargueja uspeva sredi tamarisk in trstja tudi morska sivka.

## Prebivalstvo
Ozemlje Camargueja je redko naseljeno. Glavno središče Arles je umeščeno na skrajnem severu delte, kjer se Rona razcepi na dva glavna rokava. Pomembnejši so še Saintes-Maries-de-la-Mer, ki leži približno 45 km proti jugovzhodu ob Sredozemskem morju, znano po vsakoletnem romarskem shodu Romov ob čaščenju sv. Sare, in srednjeveško utrjeno mesto Aigues-Mortes na skrajnem zahodnem robu, na območju Petite Camargue.